# Mussa ibn Mussa ibn Fortun
Mussa ibn Mussa al-Qassawí (àrab: موسى بن موسى القسوي, Mūsà b. Mūsà al-Qasawī) o Mussa II (v. 780 - Tudela, 26 de setembre de 862) fou senyor de la vall de l'Ebre i valí de Tudela, Osca i Saragossa.

## Antecedents familiars
El nom complet en àrab de Mussa era Mussa ibn Musa ibn Fortun ibn Qassi ibn Fortun al-Qassawí (àrab: موسى بن موسى بن فرتون بن قاسي بن فرتون القسوي, Mūsà ibn Mūsà ibn Furtūn ibn Qāsī ibn Furtūn al-Qasawī) i pertanyia a la família muladina dels Banu Qassi: el seu pare era Mussa I, valí de Saraqusta i descendent directe del profeta Mahoma i d'Egilona, la vídua de Roderic, últim rei visigot de Toledo. La seva mare era Ònnega d'Aritza, una dama cristiana que també era mare d'Ènnec Artiza, primer rei cristià de Pamplona. D'aquesta manera l'últím valí musulmà de Pamplona i el primer rei cristià de Pamplona eren germans uterins.
|  |                                            |  |  |  |  |  |  |  |  |  |  |  |  |  |  |  |
|  | 16. Fortunius comes Borja                  |  |  |  |  |  |  |  |  |  |  |  |  |  |  |  |
|  |                                            |  |  |  |  |  |  |  |  |  |  |  |  |  |  |  |
|  |                                            |  |  |  |  |  |  |  |  |  |  |  |  |  |  |  |
|  | 8. Casius Fortunius                        |  |  |  |  |  |  |  |  |  |  |  |  |  |  |  |
|  |                                            |  |  |  |  |  |  |  |  |  |  |  |  |  |  |  |
|  |                                            |  |  |  |  |  |  |  |  |  |  |  |  |  |  |  |
|  | 17. ?                                      |  |  |  |  |  |  |  |  |  |  |  |  |  |  |  |
|  |                                            |  |  |  |  |  |  |  |  |  |  |  |  |  |  |  |
|  |                                            |  |  |  |  |  |  |  |  |  |  |  |  |  |  |  |
|  | 4. Fortun ibn Qassi                        |  |  |  |  |  |  |  |  |  |  |  |  |  |  |  |
|  |                                            |  |  |  |  |  |  |  |  |  |  |  |  |  |  |  |
|  |                                            |  |  |  |  |  |  |  |  |  |  |  |  |  |  |  |
|  | 9. ?                                       |  |  |  |  |  |  |  |  |  |  |  |  |  |  |  |
|  |                                            |  |  |  |  |  |  |  |  |  |  |  |  |  |  |  |
|  |                                            |  |  |  |  |  |  |  |  |  |  |  |  |  |  |  |
|  | 2. Mussa ibn Fortun                        |  |  |  |  |  |  |  |  |  |  |  |  |  |  |  |
|  |                                            |  |  |  |  |  |  |  |  |  |  |  |  |  |  |  |
|  |                                            |  |  |  |  |  |  |  |  |  |  |  |  |  |  |  |
|  | 20. Mussa ibn Nussayr                      |  |  |  |  |  |  |  |  |  |  |  |  |  |  |  |
|  |                                            |  |  |  |  |  |  |  |  |  |  |  |  |  |  |  |
|  |                                            |  |  |  |  |  |  |  |  |  |  |  |  |  |  |  |
|  | 10. Abd-al-Aziz ibn Mussa                  |  |  |  |  |  |  |  |  |  |  |  |  |  |  |  |
|  |                                            |  |  |  |  |  |  |  |  |  |  |  |  |  |  |  |
|  |                                            |  |  |  |  |  |  |  |  |  |  |  |  |  |  |  |
|  | 21. Umm bint Marwan ibn al-Hàkam           |  |  |  |  |  |  |  |  |  |  |  |  |  |  |  |
|  |                                            |  |  |  |  |  |  |  |  |  |  |  |  |  |  |  |
|  |                                            |  |  |  |  |  |  |  |  |  |  |  |  |  |  |  |
|  | 5. Àïxa bint Abd-al-Aziz                   |  |  |  |  |  |  |  |  |  |  |  |  |  |  |  |
|  |                                            |  |  |  |  |  |  |  |  |  |  |  |  |  |  |  |
|  |                                            |  |  |  |  |  |  |  |  |  |  |  |  |  |  |  |
|  | 22. Fortunius comes Borja ?                |  |  |  |  |  |  |  |  |  |  |  |  |  |  |  |
|  |                                            |  |  |  |  |  |  |  |  |  |  |  |  |  |  |  |
|  |                                            |  |  |  |  |  |  |  |  |  |  |  |  |  |  |  |
|  | 11. Egilona                                |  |  |  |  |  |  |  |  |  |  |  |  |  |  |  |
|  |                                            |  |  |  |  |  |  |  |  |  |  |  |  |  |  |  |
|  |                                            |  |  |  |  |  |  |  |  |  |  |  |  |  |  |  |
|  | 23. ?                                      |  |  |  |  |  |  |  |  |  |  |  |  |  |  |  |
|  |                                            |  |  |  |  |  |  |  |  |  |  |  |  |  |  |  |
|  |                                            |  |  |  |  |  |  |  |  |  |  |  |  |  |  |  |
|  | 1. Mussa ibn Mussa ibn Fortun de Saraqusta |  |  |  |  |  |  |  |  |  |  |  |  |  |  |  |
|  |                                            |  |  |  |  |  |  |  |  |  |  |  |  |  |  |  |
|  |                                            |  |  |  |  |  |  |  |  |  |  |  |  |  |  |  |
|  | 3. Ònnega d'Aritza                         |  |  |  |  |  |  |  |  |  |  |  |  |  |  |  |
|  |                                            |  |  |  |  |  |  |  |  |  |  |  |  |  |  |  |
|  |                                            |  |  |  |  |  |  |  |  |  |  |  |  |  |  |  |

## Núpcies i descendents
Mussa es casà amb Assona Ènnega, filla del seu germà uterí Ènnec I de Pamplona, amb la qual tingué diversos fills:
- Llop ibn Mussa, valí de Toledo.
- Mutàrrif ibn Mussa, que va morir crucificat a Còrdova junt amb tres fills.
- Furtun ibn Mussa, valí de Tudela.
- Àwriya o Òria bint Mussa, es casà vers el 845 amb Fortuny I de Pamplona, que seria rei de Pamplona de 882 a 905.

En segones núpcies, es va unir amb la seva cosina Maymuna bint Zàhir ibn Fortun. Junts van tenir un fill:
- Ismaïl ibn Mussa ibn Mussa.

## El rebel Mussa
L'emir de Còrdova Abd-ar-Rahman II el va nomenar valí de Tudela i Arnedo, i va ordenar-li acompanyar Abd-al-Wàhid ibn Yazid en la seva ràtzia contra el comtat de Barcelona. Foren aturats pel comte d'Urgell Sunifred I a la vall de Ribes. El 818 va esclatar una nova rebel·lió a Pamplona, els francs van enviar un exèrcit encapçalat pels comtes Eble i Asnar per tal de sufocar-la, però no van tenir èxit, i les tropes franques van ser derrotades en trobar-se amb l'oposició tant d'Ènnec com de Mussa ibn Mussa al pas de Roncesvalls.
El 841, s'alià amb el seu germà uterí i sogre, Ènnec I de Pamplona, i es va rebel·lar contra l'emirat de Còrdova. L'any següent, Mussa protagonitzava una ràtzia contra el comtat d'Aragó quan va haver de tornar sobtadament a Tudela, ja que l'exèrcit de l'emir Abd-ar-Rahman II s'apropava als dominis dels Banu Qassi. El general Harith ibn Bazí, enviat especial de l'emir, va assetjar Borja, on va fer presoner el fill de Mussa, Llop ibn Mussa, i després es va dirigir a Tudela, residència del mateix Mussa que es va rendir després d'un breu setge. En els pactes de capitulació, es permeté a Mussa viatjar fins a Arnedo, però poc temps després Harith també va atacar-lo. Veient-se acorralat, Mussa ibn Mussa va demanar ajuda al seu cunyat i nebot Garcia I de Pamplona, i junts van derrotar les tropes d'Harith, que romangué durant nou mesos com a presoner de Mussa.
Quan l'emir Abd-ar-Rahman II de Còrdova va assabentar-se de la derrota del seu exèrcit, va organitzar ell mateix una expedició de càstig contra els Banu Qassi i els reis Aritza de Pamplona, en què va saquejar Pamplona (843) i va pactar el rescat del general Harith a canvi de mantenir Mussa ibn Mussa com a valí d'Arnedo.
El 844 van començar els assalts vikings per ciutats costaneres de la península Ibèrica i l'emir de Còrdova es va veure obligat a demanar ajut a les guarnicions de la frontera. Mussa ibn Mussa va armar el seu exèrcit i va fer cap a Morón de la Frontera (prop de Sevilla), on va derrotar un exèrcit de 16.000 vikings (11 de novembre de 844). Aquesta victòria li donà fortuna i fama a Còrdova, l'emir donà la llibertat al fill de Mussa, Llop ibn Mussa ibn Mussa, que estava pres en la cort des de feia dos anys a Còrdova.
Tot just retornat a les seves possessions, Mussa es rebel·la de nou contra l'emir i aquest envia el seu exèrcit altra vegada a la frontera cristiana, aquest cop encapçalat pel príncep Muhàmmad (futur emir Muhàmmad I), que derrotà Mussa a Tudela. A més, Llop ibn Mussa retorna a Còrdova amb el seu oncle Galí Ènnec, príncep de Pamplona.
Mussa es tornà a revoltar contra l'autoritat central de Còrdova el 847 i novament el 850, aquest últim cop aliat amb el seu germanastre Garcia I de Pamplona. Després de la seva derrota, Mussa hagué de lliurar el seu fill Ismaïl ibn Mussa ibn Mussa com a ostatge de l'emir.

## Mussael Gran
El 851 mor Ènnec Aritza i el succeeix el seu fill Garcia Ènnec, que s'alià amb Ordoni I d'Astúries i s'enemistà amb els Banu Qassi. Aquell mateix any hi hagué una revolta dels bascos del Regne d'Astúries que Mussa ibn Mussa els feia suport i el rei Ordoni I perseguí amb ajuda de francs i gascons fins a la batalla d'Albelda de 851, segons Ibn Hayyan. La Crònica d'Alfons III indica que després d'aquesta batalla els bascos es sotmeteren.
Poc després, a Còrdova mor Abd-ar-Rahman II i el succeeix el seu fill Muhàmmad I. Una de les primeres decisions del nou emir és la de buscar l'amistat dels valís de la frontera per tal d'intentar consolidar el seu poder; així és com el 852 Mussa ibn Mussa és nomenat valí de Saraqusta. Rebent tropes de suport, Mussa entra en territori exaliat cristià i obté una gran victòria prop d'Albaida. També participa al costat de l'emir en la batalla de Guazalete contra el seu nebot Garcia I de Pamplona i Ordoni I d'Astúries, i acaba amb una insultant victòria musulmana. Llavors és quan se'l comença a conèixer com a Mussa el Gran, tercer rei d'Hispània.
El 856, l'emir de Còrdova Muhàmmad I demana a Mussa que comandi un exèrcit per saquejar la Marca Hispànica; Barcelona i Terrassa són atacades pels exèrcits del Banu Qassi, i Mussa amb la seva part del botí amplià la mesquita de Saraqusta. El 859, arriben els vikings a Pamplona, ciutat que saquegen, i aconsegueixen segrestar l'hereu al tron pamplonès Fortuny Garcés. Mussa va aprofitar aquest moment de debilitat per a ocupar diverses places fortes de Navarra, però això va provocar l'aliança dels regnes cristians veïns i Ordoni I d'Astúries (al capdavant de tropes asturianes, lleoneses, vascones, gascones i franques) va assetjar i derrotar Mussa a la batalla de Monte Laturce a nivell humiliant fins al punt que l'Emirat de Qúrtuba s'aprofità d'aquesta debilitat per poder-lo treure com a valí de la Marca Superior (Ath-Thaghr al-Alà), iniciant una dècada llarga de decadència dels Banu Qassi.
Aquesta Batalla de Monte Laturce, molt propera a la població de Clavijo, mesclada amb esdeveniments a la Batalla d'Albelda de 851, seria la base de la llegendària Batalla de Clavijo, on es conta que s'aparegué l'apòstol sant Jaume Matamoros per ajudar els cristians a derrotar els musulmans. No sols la derrota va causar un gran impacte en Mussa, sinó que va influir determinadament en el fet que el seu fill Llop ibn Mussa ibn Mussa es declarés vassall d'Ordoni, traint el seu mateix pare.
En conèixer-se a Còrdova notícies de la greu derrota de Mussa, el mateix emir Muhàmmad liderà un potent exèrcit que va creuar la península Ibèrica per atacar les terres de Navarra. La devastació fou molt gran i, fins i tot, van capturar l'hereu vascó Fortuny Garcés (alliberat de feia poc pels normands), a qui van endur-se a Còrdova on hi viuria en captivitat durant 20 anys.

## Mort de Mussa II
Durant els anys següents, un Mussa ancià va veure el seu poder reduït a ser un governador de la Marca i sotmès a la voluntat de l'emir de Còrdova.
Mussa el Gran fou ferit durant una ràtzia prop de Guadalajara el 862, en un combat contra el gendre del seu fill Furtun, Aixraq ibn Mantil casat amb Àïxa bint Furtun ibn Mussa.
A causa de les ferides, Mussa morí el 26 de setembre de 862 al seu palau de Tudela.
Després de la mort de Mussa, els seus fills es repartiren les diverses parts dels dominis dels Banu Qassi que els quedaven, però sota l'empara i el vassallatge a l'emir Muhàmmad I.